# Чаттертон-Хилл, Джордж
Джордж Чаттертон-Хилл (англ. George Chatterton-Hill; 1883 ― 1947) ― ирландский философ и социолог. 
Писал в начале XX века, когда повторное открытие работ Грегора Менделя значительно поколебало теорию эволюции Чарльза Дарвина путём естественного отбора. Чаттертон-Хилл находился под влиянием трудов Герберта Спенсера и Бенджамина Кидда.
В своих трудах Чаттертон-Хилл обосновывает несостоятельность либерализма, который проповедует индивидуальную свободу человека постольку, поскольку она не ограничивает свободу других. Возражая данной концепции, он заявляет, что в таком случае либерализм несовместим с конкуренцией. Либерализм на практике, продолжает он, не представляется осуществимым если рассматривать его в контексте эволюционной теории, которая подразумевает беспрестанное стремление человека к экспансии, в свою очередь противоречащее идее равенства всех людей. Он утверждает, что вышестоящие группы или классы людей всегда угнетает низшие классы, которые в итоге начинают бунтовать. Все революции оканчиваются просто сменой одного правящего класса другим. Идеи Чаттертона-Хилла отражают общую популярность социального дарвинизма в начале XX века.
Первую мировую войну социолог, будучи ирландским националистом, провёл в Германии. Тогда же вёл переписку с Роджером Кейсментом. Работал личным секретарём Маттиаса Эрцбергера. Хотя он и был ирландским националистом, ирландцем он был только по отцу и родился на Цейлоне; мать его была туземкой, и сам никогда и ногой не ступал на ирландскую землю.
Чаттертон-Хилл был женат на немке и жил в Германии в течение некоторого времени до начала Второй мировой войны. Когда разразилась война, он был болен и лежал в больнице. Он покинул её в январе или феврале 1940 года, но как гражданин враждебного государства сразу же был помещён в концлагерь. Он находился там до января 1941 года, пока его здоровье вновь не ухудшилось и его не выпустили. У него не средств заработка, поэтому до конца войны он был вынужден заниматься переводами новостей британских СМИ.
Чаттертон-Хилл умер 12 января 1947 года. Его жена остаток своих дней прожила в Великобритании.

## Сочинения
- Heredity and Selection in Sociology, 1907
- The Philosophy of Nietzsche, 1913